# جوزيف إتش ألكسندر
جوزيف إتش ألكسندر (بالإنجليزية: Joseph H. Alexander)‏ هو مؤرخ أمريكي، ولد في 24 يناير 1938، وتوفي في 28 سبتمبر 2014.